# Mariene ecoregio Zuid-Georgia
De Mariene ecoregio Zuid-Georgia (220) (Engels: South Georgia marine ecoregion) is een biogeografische regio en ligt in het zuiden van de Atlantische Oceaan in de Mariene provincie Scotiazee (60) in het Marien rijk Zuidelijke Oceaan. De mariene ecoregio is vastgesteld door het World Wide Fund for Nature en The Nature Conservancy en is vernoemd naar Zuid-Georgia.
Het gebied grenst niet aan andere mariene ecoregio's.

## Geografie
De mariene ecoregio ligt in het zuiden van de Atlantische Oceaan rond Zuid-Georgia, onderdeel van de Zuid-Georgia en de Zuidelijke Sandwicheilanden (Verenigd Koninkrijk). Het gebied ligt aan de noordoostrand van de Scotiazee.
Door het gebied stroomt de westenwinddrift.

## Biogeografie
Het gebied kent zeeleven dat houdt van arctische temperaturen.